# Žikava

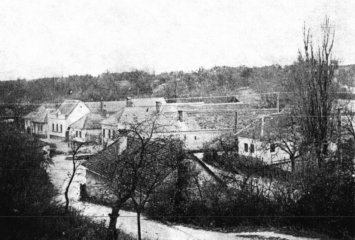
Žikava

Žikava (Hongaars: Zsikva) is een Slowaakse gemeente in de regio Nitra, en maakt deel uit van het district Zlaté Moravce.
Žikava telt 528 inwoners.